# Stratford (Prince Edward Island)
Stratford ist eine kanadische Stadt im Queens County in der Provinz Prince Edward Island. Die Stadt liegt 3 km westlich der Provinzhauptstadt Charlottetown.

## Geschichte
Der Ort wurde um 1750 besiedelt und erhielt am 1. April 1995 das Stadtrecht. Zudem ist Stratford die drittgrößte Stadt der Provinz Prince Edward Island nach Charlottetown und Summerside.